# Ermakovsky (huyện)
Huyện Ermakovsky (tiếng Nga: ? райо́н) là một huyện hành chính tự quản (raion), của Vùng Krasnoyarsk, Nga. Huyện có diện tích 18540 kilômét vuông, dân số thời điểm ngày 1 tháng 1 năm 2000 là 24000 người. Trung tâm của huyện đóng ở Ermakovskoye.